# Herman Choufoer
Herman Choufoer (Den Haag, 6 mei 1916 − Rijswijk, 10 mei 2001) was een Nederlands voetballer die speelde als verdediger.

## Loopbaan
Choufoer speelde bij ADO, waar hij aanvoerder was. In de oorlogsjaren beleefde hij zijn beste voetbalperiode toen hij met zijn club tweemaal landskampioen wist te worden. Later speelde Choufoer nog enige tijd voor H.V. & C.V. Quick. Hij kwam eenmaal uit voor het Nederlands elftal in een vriendschappelijke wedstrijd tegen Luxemburg op 31 maart 1940 (4−5 verlies).
Na zijn spelersloopbaan was hij werkzaam als voorzitter van ADO, trainer van HSV Celeritas en bestuurslid van de KNVB sectie betaald voetbal.
Op 10 mei 2001 overleed Choufoer in zijn woonplaats Rijswijk. Hij werd 85 jaar.

## Palmares
| Nederlands kampioenschap voetbal | 2x | 1941/42, 1942/43 |